# جيمس بانينج
جيمس بانينج (بالإنجليزية: James Banning)‏ هو طيار أمريكي، ولد في 5 نوفمبر 1900 في كانتون في الولايات المتحدة، وتوفي في 5 فبراير 1933 في سان دييغو في الولايات المتحدة.